# Imme
Imme est une marque historique de motocyclettes.
Imme : Norbert Riedel Motoren AG, Immenstadt/Allgäu (1948-1953). 

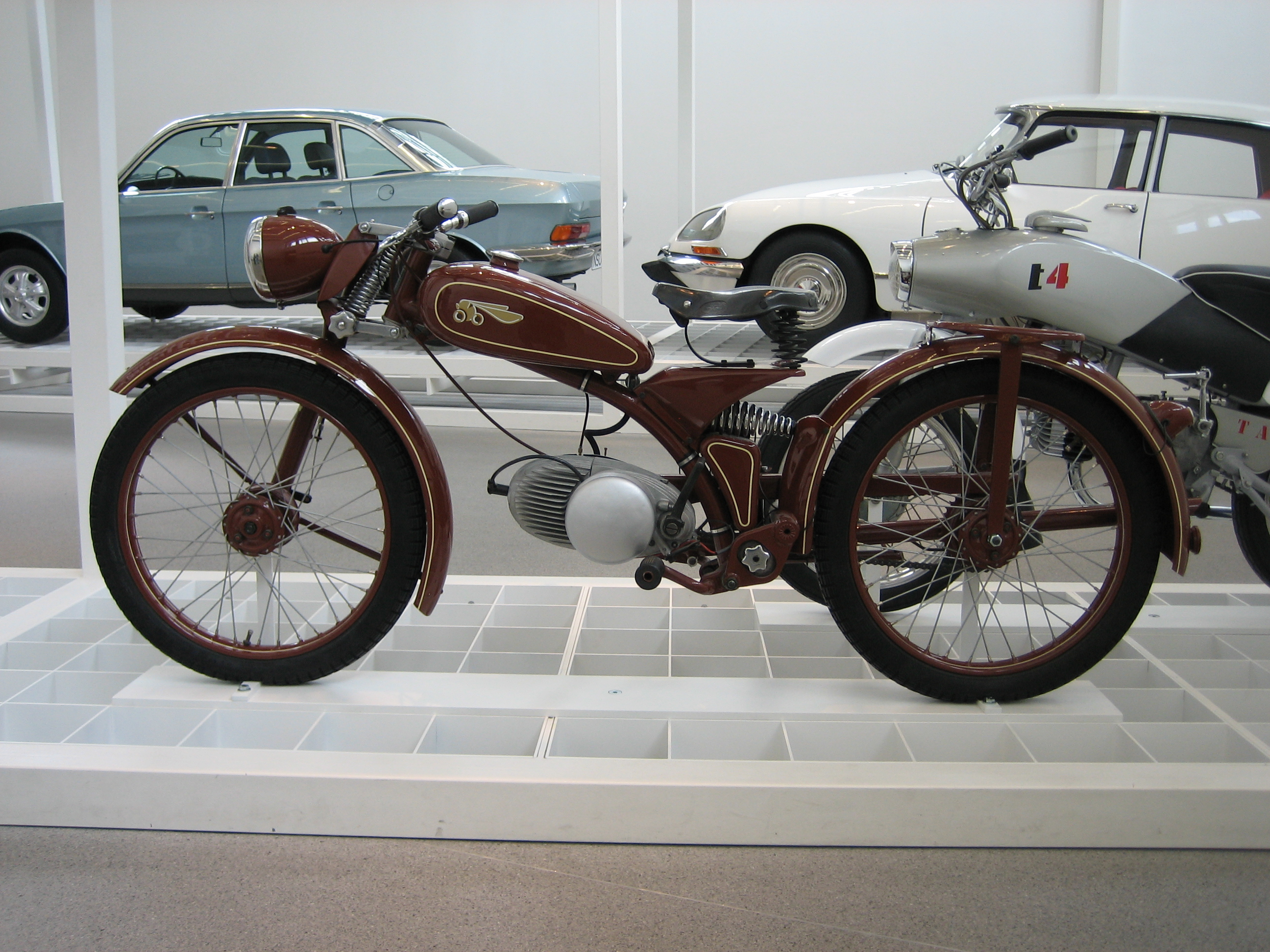
Imme R 100, 1948/1949

Marque allemande de motocyclettes, fondée par Norbert Riedel.
Riedel était ingénieur en chef chez Ardie.
Norbert Riedel s'était fait connaître durant la seconde guerre mondiale dans le domaine aéronautique : il avait conçu un minuscule moteur deux temps qui pouvait être logé dans le cône central des réacteurs d'avion Jumo 004 et BMW 003 utilisés sur les premiers "Jets" allemands comme le Messerschmitt 262  ou le Heinkel  He162.  Le démarreur Riedel, qu'on lançait comme une tronçonneuse ou un hors bord en tirant sur un filin, permettait d'utiliser ces avions révolutionnaires depuis un terrain sommairement aménagé.
Après 1945, Riedel se reconvertit à la vie civile et tenta de lancer un deux roues motorisé minimum, à la façon de la Mobylette ou du Vélosolex, et adapté aux dures conditions de l'après guerre
Le premier modèle, le 100 cm³, se caractérise par une partie cycle très originale, avec un bras de suspension unique à l'avant et à l'arrière.
Pour économiser de la matière première, outre le système des demi fourches de suspension, qui permettait aux roues d'être interchangeables, le vilebrequin lui-même était un demi vilebrequin, à un seul palier, monté en porte à faux, comme sur le Vélosolex, mais avec une cylindrée double et une puissance triple. Il fallut plus tard revenir à un vilebrequin classique. Le moteur est fixé non sur le cadre mais sur le bras oscillant, à la façon des scooters actuels, ce qui élimine les problèmes de tension de chaîne. Toujours pour économiser de la matière, le tuyau d'échappement est en fait le bras oscillant lui-même, ce qui peut causer des problèmes de corrosion.
En 1950 sortiront des versions de  148 cm³ et 198 cm³ à deux cylindres.
La marque ferme en 1953. En effet, cette conception très (trop ?) innovante provoquera des problèmes de garantie qui seront la perte de la firme. 
Lorsque la Fondation Guggenheim de New York créa en 1998 la célèbre exposition The Art of the Motorcycle, le curateur, spécialisé, Ultan Guilfoyle cita l'Imme 100 comme étant sa favorite en raison du concentré d'innovations qu'elle représentait.